# Julius Karl Scriba

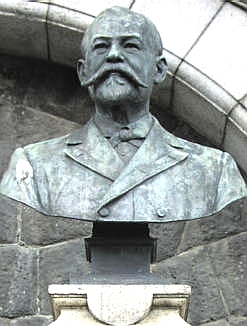
Busto en bronce del Dr Julius Scriba, en la Universidad de Tokio

Julius Karl Scriba (Reinheim, 5 de junio de 1848 - Kamakura, 3 de enero de 1905) fue un cirujano, naturalista alemán que sirvió como asesor extranjero en el periodo Meiji del Japón, donde fue un importante contribuyente al desarrollo de la medicina occidental en Japón.

## Biografía
Scriba era aborigen de Reinheim, Alemania y estudió tanto farmacia como medicina. Sus estudios fueron interrumpidos por un año de servicio militar durante la guerra Franco-Prusiana de 1871. Se graduó tres años después del fin del conflicto, en la Universidad de Heidelberg; practicando medicina en Friburgo de Brisgovia. Fue aprendiz del notable cirujano Vincenz Czerny y desde 1879 se desempeñó como profesor en la Universidad de Friburgo. Además de sus logros médicos, fue también un talentoso aficionado botánico, y publicó un libro sobre la flora del Gran Ducado de Hesse.
A comienzos de 1870, el gobierno Meiji de Japón contrató a una serie de especialistas médicos germanos para fundar un sistema moderno de facultades de medicina en Japón. En ese momento, la medicina alemana era considerada como la más avanzada en Europa, con la mayoría de libros de texto y trabajos de investigación médicos, publicados en idioma alemán. La medicina occidental había sido introducida en el período Edo japonés por facultativos de habla alemana como Engelbert Kaempfer y Philipp Franz von Siebold, y el médico alemán Erwin Balz sirviendo como médico personal del Emperador Meiji.
Scriba fue contratado por el gobierno japonés como asesor extranjero desde el 6 de junio de 1881 al 5 de junio de 1887, enseñando cirugía, dermatología, oftalmología y ginecología en la Facultad de Medicina de la Universidad Imperial de Tokio. En 1885, describió por primera vez la forma endémica de la infección bacteriana piomiositis en los trópicos. Retornó una vez a Alemania al expirar su contrato, pero fue renovado de nuevo desde el 2 de septiembre de 1889 al 10 de septiembre de 1901. Durante su segundo mandato en Japón, se acreditó con la realización de la primera craneotomía por un traumatismo craneano en Japón, en 1892. Entrenó a muchos cirujanos que más tarde se convirtieron en líderes de la cirugía japonesa moderna. Su asistente japonés Miyake Hayari fue uno de los primeros neurocirujanos. Desde 1893, fue médico de la embajada imperial alemana en Tokio. Posteriormente, fue cirujano jefe hasta 1905 en el Hospital San Lucas de Tokio.
Scriba fue llamado por el gobierno japonés dos veces durante incidentes internacionales especialmente sensibles: el primero fue luego del escándalo Otsu, cuando el zarévich del imperio ruso Nicholas Alexandrovitch (futuro zar Nicolás II), fue asaltado por un policía japonés en 1891; y el segundo fue cuando el diplomático de la dinastía Qing china Li Hung-chang fue asesinado mientras asistía a la Conferencia de Paz del tratado Shimonoseki, en 1895 al finalizar la primera guerra sino-japonesa. Por sus servicios, el Emperador Meiji lo galardonó con la Orden del Tesoro de la Felicidad Sagrada.
Scriba falleció de un absceso pulmonar en Kamakura, prefectura de Kanagawa en 1905, y fue sepultado en la Sección de Extranjeros del Cementerio Aoyama de Tokio.

## Algunas publicaciones
- Flora der Blüthen- und höheren Sporen-Pflanzen des Grossherzogthums Hessen. Darmstadt 1873
- Untersuchungen über die Fettembolie. Leipzig 1879 (Habilitationsschrift)
- Excursions-Flora der Blüthen- und höheren Sporenpflanzen, mit besonderer Berücksichtigung des Grossherzogtums Hessen und der angrenzenden Gebiete. Giessen 1888
- Die Fragmente des Pitāmaha: Text und Übersetzung. Ed. Julius-Maximilians-Universität Würzburg. 36 pp. 1902

## Honores
- Primer miembro honorario de la Sociedad Japonesa de Cirugía
- Profesor Honorario de la Universidad de Tokio

### Eponimia
- (Lamiaceae) Mentha scribae F.W.Schultz[1]